# 85式23毫米双管高射炮
85式23毫米双管高射炮（又称：YW 306）是一款由中国北方工业公司所生產的牽引式雙管高射機炮，是苏联ZU-23-2雙管高射炮的逆向工程仿製型，發射23×152毫米B苏联口徑机炮炮彈。

## 設計及研發
85式23毫米双管高射炮是前苏联ZU-23-2式23毫米双管高射炮的逆向工程仿製型，由中国北方工业公司所生產，1985年通过工厂鉴定，1986年设计定型。最初，它是用於出口，並命名為G-AA-01。國外曾誤稱為80式，但事实上被稱為80式的是57毫米雙管自行高射炮。
該机炮是由2套23毫米自动机和炮架组成，身管以前后两个支点分别安装在摇架的左右两侧，另外身管还固定在摇架前部可开合的卡箍以内；火炮是由弹链供弹，每个弹箱容量为50 发机炮炮弹；炮架主要是由摇架、上架和炮车三个部分所组成，并采用大耳轴结构，上架两侧的弹箱及弹箱支架随摇架同时俯仰，推式平衡机安装在上架的正后方，手动式操作的高低机和方向机分别装在上架左侧和上架后部，方向机具有两种转速，一名炮手可以同时操作高低机和方向机；击发以脚踏式为主要，手动击发为次要；炮车则采用双轮实心轮胎，并装有独立扭杆式缓冲装置和专用弹簧液压缓冲器，弹簧液压缓冲器可使机炮在转为战斗状态时平稳落地和助力抬起机炮。

## 衍生型

### WZ-554
WZ-554是85式的輪式式高炮版本。这是将一台85式23毫米双管高射炮安装在90式装甲运兵车以上的一个封闭式炮塔以內。只有有限的数量服役。

### 神弓
神弓（又称为巨弓，简称：SG ADS）是一款基於85式23毫米双管高射机炮的现代化防空系统的名称，2005年首度向中国公众亮相并且可供出口。这是一个综合式防空系统，当中包括多达8台牽引式85式双管高射机炮和一辆电池指挥车（BCV）。指挥车是以铁马式卡车为藍本，并收纳了更复杂的光电火控系统，包括红外线、激光和影像子系统以及专门处理这些设备的武器系统操作员，而每台牽引式机炮也是通过光学瞄准具作本区控制。使用水冷式炮管的85式双管高射机炮的實際射速超过800發／分钟，但是标准型系统通常包括了用以减轻重量的气冷式炮管，因而导致射速下降。WBO-44P式曳光燃烧榴弹和WB-148P式曳光穿甲燃烧弹为该机炮的两种标准彈藥，而且两种弹药的全弹重量同样是0.45千克，但按客戶的要求亦可研制及提供其他种类的弹药。每辆指揮車可以指揮高射炮连当中的8台机炮，但每台獨立的机炮也可以单獨作戰。

### 神弓II
神弓II（又稱為巨弓II）是神弓的更現代化版本，並自2005年開始可供出口，除了23毫米機炮，還包括天燕-90近距面對空／空对空导弹發射器和立體雷達。

### 87式25毫米双管高射炮
87式25毫米双管高射炮是85式23毫米双管高射炮的升级版，采用双联25毫米机炮，发射25×183毫米B彈藥，例如PG87。经历一次失败的早期设计之后，于1979年重新研制的改进型设计，并于1984年准备进行评估。87式机炮于1987年获采用并且服役，它具有与原始型号相同的布局，由两门自动后座式机炮、双轮式炮架、一台86式红外跟踪瞄准具和两盒40发弹药箱所组成。87式具有单发或连发两种模式，循环射速为600〜700发／分钟，并具有1,050米／秒（3,444.88英尺／秒）的炮口初速。

## 資料來源
1. 1 2 3  .   [2014-10-26]. （原始内容存档于2013-01-26）.
2. ↑  International Defence Equipment Catalogue 1988-89, page II/27
3. ↑  .   [2014-10-26]. （原始内容存档于2007-12-12）.

## 外部連結
- （英文）—Chinese Autocannons（页面存档备份，存于）
- （简体中文）—战略网—85式23毫米双管高射炮的详细介绍
- （简体中文）—85式23毫米雙管高射炮（页面存档备份，存于）
- （简体中文）—王朝網路—85式23毫米雙管高射炮（页面存档备份，存于）